# Homoseksuele prostitutie

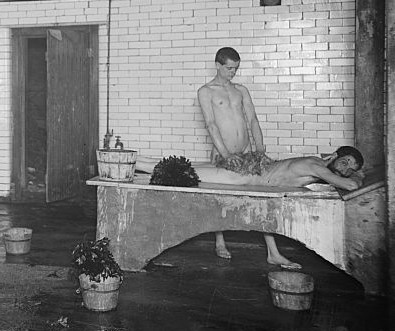
Homoseksuele prostitutie in een Turks badhuis in de Bowery, New York, ca. 1880

Homoseksuele prostitutie is het zich tegen betaling beschikbaar stellen tot het verrichten van seksuele handelingen aan een prostituant van hetzelfde geslacht. Een jongen of man die tegen betaling met mannen seks heeft, wordt prostitué, sekswerker, businessboy, escortboy of kortweg escort genoemd. Er zijn ook diverse pejoratieve benamingen, zoals schandknaap, hoerenjongen, jongenshoer en broodpoot. 
Strikt genomen kan homoseksuele prostitutie ook lesbische prostitutie betreffen, wat echter weinig voorkomt. Een voorbeeld uit de jaren tachtig is dat een vrouw betaalde seks aanbiedt op vrouwenavonden in de homohoreca. Een pejoratieve aanduiding voor dergelijke vrouwen is broodpot.

## Verschijningsvorm
Vanouds werden de contacten voor homoseksuele prostitutie gelegd op bij ingewijden bekende plaatsen, zoals bepaalde stadsparken. Er bestaan veel van dit soort ontmoetingsplaatsen in Nederland en daarbuiten. Ook sekstoeristen naar landen als de Filipijnen en Thailand vinden daar vaak prostitués. 
Tegenwoordig vindt commerciële homoprostitutie doorgaans via internetsites en datingapps plaats, al dan niet via speciale homo-prostitutiewebsites.

### Tule
Veel prostitués zijn homo- of biseksueel, maar dat is niet altijd het geval. Zeker in vroeger tijd, toen seksueel contact tussen ongetrouwde mannen en vrouwen taboe was, zochten sommige homoseksuele mannen seksuele bevrediging bij heteroseksuele mannen, waarbij tevens een financiële vergoeding gevraagd werd. Zulke heteroseksuele mannen werden tule genoemd. Deze term werd vooral tussen circa 1930 en 1960 in Nederland gebruikt.

## Geschiedenis
Mannelijke prostitutie komt in alle culturen voor. 'Tempelprostitutie', de verkoop van seksuele gunsten door vrouwen of mannen in een heiligdom, komt onder meer in de Bijbel voor en wordt daarin afgekeurd. In de strikte standenmaatschappij van vroeger werd het als een gruwel gezien wanneer een vrije man zijn lichaam te koop aanbood. In het oude Griekenland waren homoseksuele prostitués slaven of vrijgelatenen; een vrije man of vrouw die zijn of haar lichaam verkocht kon de burgerrechten verliezen. Zowel de Griekse als de Romeinse wereld kenden homobordelen. 
In de middeleeuwse islamitische wereld werd jongensprostitutie als een zonde gezien, maar het verschijnsel werd wel getolereerd. Alleen sociaal minderen (jongens of slaven) mochten zich verkopen. De Indiase 'hijra' was een vrouwelijk aandoende of lichamelijk interseksuele jongen. Ook in Japan is homoseksuele prostitutie in het verleden gedocumenteerd, voor de zeventiende eeuw, dezelfde tijd als waarin het in de Verenigde Staten gedocumenteerd is.

### West-Europa
In West-Europa werd homoseksueel verkeer vanaf de 13e eeuw hoe langer hoe sterker veroordeeld. Niet vanwege het leeftijdsverschil, maar omdat het een vorm van sodomie was. Seksueel verkeer tussen mannen, ongeacht hun leeftijd en ongeacht eventuele commerciële aspecten, kon in Nederland leiden tot de doodstraf voor beide partners. In Frankrijk was er in 1726 veel ophef over het proces tegen Benjamin Deschauffours, die Franse aristocraten, waaronder de secretaris van de koning, tegen betaling van (jonge) jongens voorzag. Hoewel sommige jongens ook zwaar letsel werd toegebracht, werd Deschauffours alleen op grond van sodomie ter dood veroordeeld.
In het 18e-eeuwse Londen konden homoseksuele mannen elkaar ontmoeten in een reeks van molly houses. Hoewel deze met een bordeel vergeleken kunnen worden gingen mannen er niet heen om tegen betaling van seksuele diensten gebruik te maken. Ze kwamen er in de eerste plaats voor de gezelligheid, al kon men zich in aparte kamers terugtrekken wanneer men seks met elkaar wilde hebben. Bordelen speciaal voor mannelijke prostitués komen pas vanaf de 19e eeuw in de bronnen voor.
Vanaf de 19e eeuw leidde de ontwikkeling van de geesteswetenschappen tot wetgeving ter bescherming van kinderen, zodat seksuele activiteiten tussen een jongen en een man illegaal werden of bleven ter bescherming van de eerste. 

#### Nederland
In het begin van de 18e eeuw waren er ook in Amsterdam, Den Haag en Utrecht zogeheten lolhuizen waar sodomieten elkaar ontmoetten, maar seks tegen betaling was nog meer iets van wanneer de gelegenheid zich voordeed. In Den Haag werden herenknechten van regenten, advocaten en magistraten wel op een meer commerciële wijze onderling uitbesteed door koppelaars of "besteders".
Eind 19e eeuw was Adrianus Kakebeen een notoire uitbater van jongensbordelen in Amsterdam. Tussen 1895 en 1920 begon hij, na het uitzitten van een gevangenisstraf, telkens weer opnieuw als bordeelbaas in achtereenvolgens de Paardenstraat, de Saenredamstraat, de Grote Bickerstraat en aan het Singel. Zijn praktijken droegen mede bij aan de invoering van de nieuwe zedelijkheidswet met art. 248-bis in 1911.
Artikel 248-bis verbood seksueel contact tussen meerderjarigen (destijds 21 jaar of ouder) met personen van hetzelfde geslacht tussen 16 en 21. Dit verbod gold zowel voor mannen als vrouwen, al werd het in de praktijk vrijwel alleen tegen mannen toegepast.  Een onbedoeld gevolg van dit artikel was een toename van homoseksuele prostitutie door 16- tot 21-jarigen, omdat het door mogelijke chantage veel lucratiever werd om seks voor geld aan te bieden. Pas in 1971 werden de leeftijdsgrenzen voor homo- en heteroseksueel contact gelijkgetrokken, naar 16 jaar. Voor prostitutie en pornografie werden de leeftijdsgrenzen in 1999 verhoogd naar 18 jaar.
In de Amsterdamse Paardenstraat was nog tot 2015 een kroeg waar zich zogeheten business (bisnis) boys uit met name Oost-Europa ophielden. Andere locaties waar mannelijke prostitués hun diensten aanboden waren de hal van het Centraal Station en het Rembrandtplein. In het noordelijke deel van de Spuistraat kwamen vanaf eind jaren zeventig enkele homo/jongensbordelen, waarvan er in 2022 nog eentje in bedrijf is.
In Eindhoven stond het Anne Frankplantsoen bekend als een plek waar jonge mannen seksuele diensten aanboden.

#### België
In België was het Brusselse Fontainasplein berucht om de jonge prostitués.